# Heinz-Dietrich Fischer
Heinz-Dietrich Fischer (* 1. Mai 1937 in Blankenstein an der Ruhr) ist ein deutscher Publizistik- und Kommunikationswissenschaftler.
Heinz-Dietrich Fischer, Sohn von Gertrud Fischer, geborene Skiba, und des Kaufmanns Heinrich Fischer, besuchte eine Realschule und studierte nach einem externen Abitur in West-Berlin Publizistik, Kommunikationswissenschaft, Politikwissenschaft, Geschichte, Politologie und Öffentliches Recht an der Freien Universität Berlin sowie an der Universität Zürich und Münster. 1968/1969 war er in den Vereinigten Staaten von Amerika Visiting Professor der Universität Columbia und lehrte an der School of Journalism der University of Missouri. 1969/1970 war er an der Universität Köln, ab 1970 an der Ruhr-Universität Bochum. Der zum Dr. paed. und zum Dr. phil. Promovierte habilitierte sich an der Ruhr-Universität Bochum und war seit 1974 Professor für Publizistik und Kommunikationswissenschaft (Abteilung III der Universität Bochum) sowie Leiter der Sektion für Publizistik und Kommunikation der Ruhr-Universität Bochum. Bekannt wurde er 1972 als Herausgeber des Sammelbandes Deutsche Zeitungen des 17. bis 20. Jahrhunderts. Er war International Vice President for Germany of the International Foundation for Biosocial Development and Human Health (USA). Einen Ruf an die Universität Florida (USA) hatte er 1978 abgelehnt.
Fischer war evangelisch und hatte 1965 Erika Schmidt geheiratet.

## Veröffentlichungen (Auswahl)
- Die großen Zeitungen. Porträts der Weltpresse. Deutscher Taschenbuch Verlag, München 1966.
- Parteien und Presse in Deutschland seit 1945. 1971; 2. Auflage 1981.
- als Hrsg.: Deutsche Zeitungen des 17. bis 20. Jahrhunderts (= Publizistik-Historische Beiträge. Band 2). Verlag Dokumentation, Pullach 1972.
- Communicaçao International. São Paulo 1975.
- International and Intercultural Communication. New York 1976.
- Die Presseräte der Welt. 1976.
- Rundfunk-Intendanten. 1979.
- Entertainmaint. A Cross-Cultural Examination. New York 1979.
- als Hrsg.: Spektrum der Kommunikationsberufe. Zwölf Konkretisierungen zu publizistischen Tätigkeitsfeldern in der Bundesrepublik Deutschland. Deutscher Ärzte-Verlag, Köln 1979.
- Education in Journalism. 1980.
- Chefredakteure. 1980.
- Regierungssprecher. 1981.
- Handbuch der politischen Presse in Deutschland 1480–1980. Synopse rechtlicher, struktureller und wirtschaftlicher Grundlagen der Tendenzpublizistik im Kommunikationsfeld. Droste, Düsseldorf 1981.
- Deutsche Kommunikationskontrolle des 15.–20. Jahrhunderts. 1982.
- Ausland-Korrespondenten. 1982.
- Fernseh-Moderatoren. 1983.
- als Hrsg.: Kritik in Massenmedien. Objektive Kriterien oder subjektive Wertung? Deutscher Ärzte-Verlag, Köln 1983.
- Outstanding International Press Reporting. 1984.
- mit Erika J. Fischer: John J. McCloy und die Frühgeschichte der Bundesrepublik Deutschland. Presseberichte und Dokumente über den Amerikanischen Hochkommissar für Deutschland 1949–1952. Verlag Wissenschaft und Politik, Köln 1985.
- als Hrsg.: Handbuch der Medizinkommunikation. Informationstransfer und Publizistik im Gesundheitswesen. Deutscher Ärzte-Verlag, Köln 1988.
- als Hrsg.: Medizinpublizistik. Prämissen – Praktiken – Probleme. Peter Lang, Frankfurt am Main 1990.